# Radojka Francoti
Radojka Francoti (Cyrillisch: Радојка Францоти) (Gorni Karin (Provincie Zadar), 20 augustus 1952) is een voormalig atlete uit Joegoslavië.
Francoti nam voor Joegoslavië tweemaal deel aan de Olympische Zomerspelen, in 1972 en in 1976. Beide malen kwam ze niet verder dan de kwalificatieronde.

## Persoonlijk record
| Onderdeel   | Resultaat | Jaar |
| ----------- | --------- | ---- |
| verspringen | 6,55 m    | 1973 |